# Белл, Чарлз (физиолог)
Сэр Чарлз Белл (англ. Charles Bell; 12 ноября 1774, Эдинбург, — 28 апреля 1842, Вустер) — шотландский физиолог и анатом, член Лондонского королевского общества.

## Биография
Был младшим братом анатома и хирурга Джона Белла (1763—1820). С 1828 года работал профессором по анатомии в Лондоне, с 1836 года — профессор в Эдинбурге. Среди научных достижений одно из важнейших — открытие связи периферийной нервной системы с определёнными областями мозга. В 1811 году учёный формулирует теорию о том, что задние корешки спинного мозга отвечают за сенсорные функции, в то время как передние корешки отвечают за моторику. Теория Белла была в 1822 году подтверждена французским физиологом Франсуа Мажанди и функциональное разделение нервных ветвей спинного мозга сегодня известно как закон Белла — Мажанди.
В 1829 году за выдающийся вклад в развитие физиологии учёный был награждён медалью Королевского научного общества Великобритании.

## Избранные научные труды
- Essays on the Anatomy of Expression in Paiting, (1806)
- New Idea of Anatomy of the Brain, (1811)
- The Nervous System of Human Body, (1830)
- The hand; its Mechanism and vital Endowments, as evincing Design, (1833).